# بورس شیکاگو
بازار بورس شیکاگو (به انگلیسی: Chicago Stock Exchange) (اختصاری CHX) یک بازار بورس اوراق بهادار است که در شهر شیکاگو، ایالات متحده آمریکا، قرار دارد و دومین بازار بزرگ بورس اوراق بهادار در ایالات متحده آمریکا است که تحت نظارت کمیسیون بورس و اوراق بهادار آمریکا فعالیت می‌کند.